# Opérateur elliptique

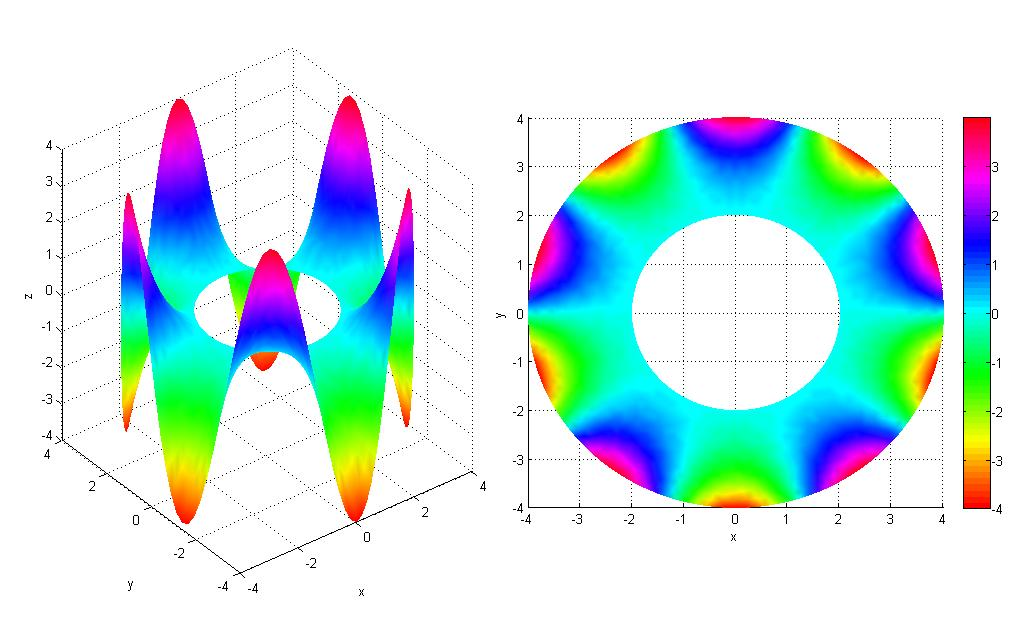
Une solution de l'équation de Laplace définie sur une couronne. L'opérateur laplacien est le plus connu des exemples d'opérateurs elliptiques.

En mathématiques, un opérateur elliptique est un opérateur différentiel qui généralise l'opérateur laplacien. Les opérateurs elliptiques sont définis via la condition que les coefficients devant les termes de dérivation de plus haut degré soient positifs, ce qui est équivalent au fait qu'il n'y a pas de caractéristique réelle.
Les opérateurs elliptiques jouent un rôle crucial en théorie du potentiel et apparaissent fréquemment en électrostatique et en mécanique des milieux continus. Les solutions stationnaires (c'est-à-dire indépendante du temps) d'équations paraboliques et d'équations hyperboliques sont souvent solutions d'équations elliptiques.
Une propriété importante des opérateurs elliptiques sont la régularité elliptique : leurs solutions ont tendance à être lisses (si les coefficients le sont).

## Définitions
Un opérateur différentiel L d'ordre m dans un domaine {\displaystyle \Omega } de Rn défini par
{\displaystyle Lu=\sum _{|\alpha |\leq m}a_{\alpha }(x)\partial ^{\alpha }u\,}
(où {\displaystyle \alpha =(\alpha _{1},...,\alpha _{n})} est multi-indice et {\displaystyle \partial ^{\alpha }u=\partial ^{\alpha _{1}}\cdots \partial ^{\alpha _{n}}u}) est dit elliptique si pour tout x dans {\displaystyle \Omega } et pour tout {\displaystyle \xi } dans Rn non nul, on a
{\displaystyle \sum _{|\alpha |=m}a_{\alpha }(x)\xi ^{\alpha }\neq 0,\,}
où {\displaystyle \xi ^{\alpha }=\xi _{1}^{\alpha _{1}}\cdots \xi _{n}^{\alpha _{n}}}.
Dans beaucoup d'applications, cette condition n'est pas assez forte. À la place, une condition d'ellipticité uniforme doit être imposée pour les opérateurs de degré m = 2k :
{\displaystyle (-1)^{k}\sum _{|\alpha |=2k}a_{\alpha }(x)\xi ^{\alpha }>C|\xi |^{2k},\,}
où C est une constante positive. À noter que la condition d'ellipticité ne dépend que des termes de plus haut degré.
Un opérateur non-linéaire
{\displaystyle L(u)=F(x,u,(\partial ^{\alpha }u)_{|\alpha |\leq m})\,}
est dit elliptique si le premier terme de sa série de Taylor par rapport à u ainsi que toutes ses dérivées en tout point est un opérateur linéaire elliptique.
Exemple 1L'opposé de l'opérateur laplacien dans Rd défini par
{\displaystyle -\Delta u=-\sum _{i=1}^{d}\partial _{i}^{2}u\,}
est un opérateur uniformément elliptique. Cet opérateur intervient souvent en électrostatique. Si ρ est une densité de charges dans une région Ω, le potentiel Φ est solution de
{\displaystyle -\Delta \Phi =4\pi \rho .}
Exemple 2Étant donné une fonction A à valeurs matricielles telle que A(x) soit symétrique définie positive pour tout x, et qui a pour composantes aij, l'opérateur
{\displaystyle Lu=-\partial _{i}\left(a^{ij}(x)\partial _{j}u\right)+b^{j}(x)\partial _{j}u+cu\,}
est elliptique. C'est la forme la plus générale d'opérateurs linéaire sous forme divergence d'ordre 2 qui est elliptique. L'opérateur laplacien est un cas particulier correspondant à A = I. Ces opérateurs interviennent en électrostatique pour les milieux polarisés.
Exemple 3Si p est un nombre positif ou nul, le p-Laplacien est un opérateur elliptique non-linéaire définie par
{\displaystyle L(u)=-\sum _{i=1}^{d}\partial _{i}\left(|\nabla u|^{p-2}\partial _{i}u\right).\,}
Un opérateur similaire intervient en dynamique des glaciers. D'après la loi de flux de Glen, il est donné par
{\displaystyle \tau _{ij}=B\left(\sum _{k,l=1}^{3}\left(\partial _{l}u_{k}\right)^{2}\right)^{-{\frac {1}{3}}}\cdot {\frac {1}{2}}\left(\partial _{j}u_{i}+\partial _{i}u_{j}\right)\,}
pour une certaine constante B. La vitesse du glacier est alors solution du système elliptique non-linéaire
{\displaystyle \sum _{j=1}^{3}\partial _{j}\tau _{ij}+\rho g_{i}-\partial _{i}p=Q,\,}
où ρ est la densité de la glace, g le vecteur d'accélération de la gravité, p la pression et Q un terme source.

## Théorème de régularité elliptique
Soit L un opérateur elliptique d'ordre 2k dont les coefficients sont 2k continûment dérivables. Le problème de Dirichlet associé à L est, étant donné une fonction f et des conditions aux bords appropriées, de trouver une fonction u solution de Lu = f et qui vérifie ces conditions aux bords. L'existence d'une telle solution s'obtient grâce à l'inégalité de Gårding (en) et le théorème de Lax-Milgram, mais seulement au sens faible : u appartient à l'espace de Sobolev Hk.
Le théorème de régularité elliptique affirme que, si f est de carré intégrable, alors u va admettre 2k dérivées faibles de carré intégrable. En particulier, si f est une fonction lisse, alors u en est une également.
Tout opérateur différentiel ayant cette propriété est appelé opérateur hypoelliptique ; ainsi, tout opérateur elliptique est hypoelliptique. Cette propriété implique également que toute solution fondamentale d'un opérateur elliptique est infiniment dérivable sur tout voisinage ne contenant pas l'origine.
Comme illustration, supposons que f soit une fonction satisfaisant les équations de Cauchy-Riemann. Ces dernières formant un opérateur elliptique, cela implique que f est lisse.